# Stack Overflow
Stack Overflow este un site web de întrebări și răspunsuri din domeniul programării. Site-ul a fost creat în 2008 de către Jeff Atwood și Joel Spolsky, și face parte din rețeaua Stack Exchange Network,. Numele site-ului a fost ales prin vot în aprilie 2008 de către cititorii Coding Horror, un popular blog de programare a lui Atwood.
În august 2013, Stack Overflow avea peste 1,9 milioane de utilizatori înregistrați și peste 5,5 milioane de întrebări. Bazate pe tipul de tag-uri atașate întrebărilor, cele mai discutate opt subiecte de pe site sunt: C#, Java, JavaScript, PHP, Android, jQuery, Python și C++.